# Saint-Laurent-la-Gâtine

Saint-Laurent-la-Gâtine este o comună în departamentul Eure-et-Loir, Franța. În 1 ianuarie 2022 avea o populație de 463 de locuitori.